# Việt Nam tại Thế vận hội Mùa hè 1960
Tại Thế vận hội mùa hè 1960 diễn ra ở Roma, Ý, Việt Nam Cộng hòa đại diện Việt Nam tham dự với 3 vđv nam (Trần Văn Xuân, Phan Hữu Dõng và Trương Kế Nhơn) tranh tài ở 5 nội dung thuộc 2 môn đấu kiếm và bơi.

## Đấu kiếm
Nội dung liễu kiếm nam:
- Trần Văn Xuân, thành tích: vòng 1

Nội dung kiếm ba cạnh nam:
- Trần Văn Xuân, thành tích: vòng 1

Nội dung kiếm chém nam:
- Trần Văn Xuân, thành tích: vòng 1

## Bơi
Nội dung 100m tự do nam:
- Phan Hữu Dõng, thành tích: 1:01.3, vòng 1

Nội dung 200m ếch nam:
- Trương Kế Nhơn, thành tích: 2:53.0, vòng 1